# ديف أوسبورن
ديف أوسبورن (بالإنجليزية: Dave Osborn)‏ هو لاعب كرة قدم أمريكية أمريكي، ولد في 18 مارس 1943 في إيفرت في الولايات المتحدة.

## وصلات خارجية
- ديف أوسبورن على موقع مرجع كرة القدم المحترفة.كوم (الإنجليزية)